# Soera De Koe

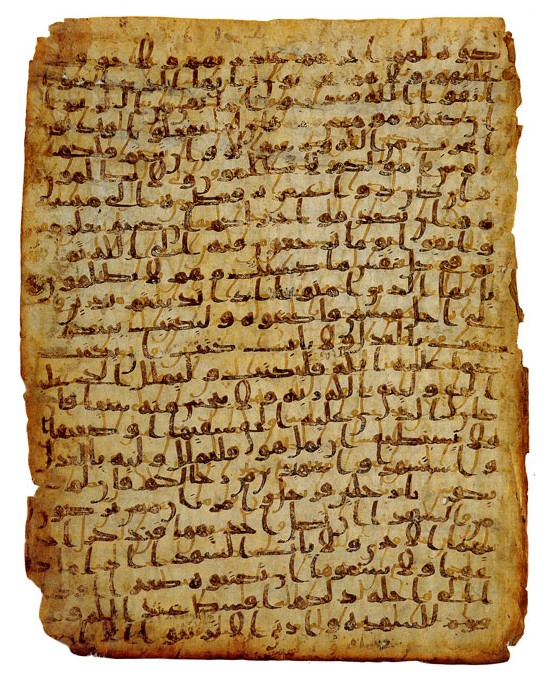
Palimpsest van een deel van Soera De Koe uit de tweede helft van de 7e eeuw: een tekstvariant van vóór Uthman is zichtbaar als schaduwen onder de tekst die overeenkomt met de hedendaagse Koran

Soera De Koe (Arabisch: Al-Baqara) is de tweede soera of hoofdstuk van de Koran en met 286 ayat of verzen de langste. Met soera's 3 tot en met 10 behoort het tot de lange hoofdstukken (al-tiwal); de Koran is globaal geordend van langere naar kortere soera's. In deze tweede en langste soera is ook het langste aya of vers in de Koran te vinden: nummer 282, met 128 woorden.

## Overzicht
De titel is afkomstig van een passage in de verzen 67-71 van deze soera waarin Musa, in de Bijbel bekend als Mozes, zijn volk op gezag van God opdracht geeft een koe te slachten.
Soera De Koe bevat een groot deel van de voorschriften die voor moslims in de praktijk van belang zijn. De uitleggingen van deze soera zijn dikwijls zeer gedetailleerd.
Op grond van de Tradities geloven moslims dat Mohammed zich persoonlijk heeft bemoeid met de volgorde van verzen in soera De Koe, met name met de laatste twee.
Er wordt wel gesteld dat De Koe oorspronkelijk een apart geschrift was, naast andere die nu de Koran vormen. Zo wordt het apart genoemd door Johannes van Damascus en in het verhaal van de Monnik van Beth Hale en een Arabische Notabele.

## Inhoud
Het concept van naskh is gebaseerd op vers 106.
Vers 143 en 144 gaan over de verandering van de kibla (gebedsrichting) van Jeruzalem naar de Kaäba in Mekka.
Vers 173 noemt het verbod op het eten van dode dieren (die niet geslacht zijn), bloed, varkensvlees en dat waarover bij het slachten een andere naam dan die van Allah is uitgesproken.
Verzen 183-185 gaan over het vasten tijdens de ramadan.
Verzen 196-200 gaan over de hadj.
In vers 223 worden vrouwen "een akker" genoemd. Deze metafoor wordt verschillend uitgelegd. Er kan een onderdrukkende betekenis in worden gezien, waarbij de man naar believen zijn vrouw (seksueel) kan 'bewerken'. Het kan ook gelijkwaardiger en respectovoller worden uitgelegd: net zoals een akker zorg en aandacht nodig heeft om vrucht te dragen, zo vereist een huwelijk wederzijdse zorg en respect om tot bloei te komen. 
Het 255ste vers wordt het 'troonvers' genoemd. Dit vers spreekt over Allah's verhevenheid boven de mensen. 
Volgens vers 256 is er geen dwang in religie.

## Bijzonderheid
Vers 217 zou zijn geopenbaard naar aanleiding van de Aanval op Nakhla. Daarbij overvielen volgelingen van Mohammed een karavaan van de Qoeraisj en doodden iemand. Dit vond echter plaats in een heilige maand waarin het voeren van oorlog was verboden. Het vers rechtvaardigt deze daad door te stellen dat polytheïsten veel ergere dingen doen, bijvoorbeeld de moslims zelf aan te vallen door hun monotheïsme en uiteindelijk hen te hebben verdreven uit eigen huis en uit Mekka.  
Dit vond plaats in het tweede jaar na de hidjra (624 n.Chr.), toen de moslims onder leiding van de profeet net waren gevestigd in Medina en in conflict waren met de Qoeraisjin Mekka.
- De moslims waren vervolgd en verdreven uit Mekka, hun bezittingen waren in beslag genomen, en er was een voortdurende dreiging van de Qoeraisj tegen de nieuwe islamitische gemeenschap.
- De profeet Mohammed stuurde kleine verkenningstroepen om informatie te verzamelen over de Qoeraisj en hun karavanen.
- Een groep onder leiding van Abdullah ibn Jahsh kreeg de opdracht om de bewegingen van de Qoeraisj in de regio Nakhla (tussen Mekka en Ta’if) te observeren.
- Tijdens deze missie vielen ze een karavaan aan en doodden een van de wachters, terwijl de heilige maand (waarin oorlog verboden was) net was begonnen.

### Waarom was dit een probleem?
De aanval op de karavaan veroorzaakte controverse, omdat oorlog in de heilige maanden (Rajab, Dhu al-Qi’dah, Dhu al-Hijjah en Muharram) door de Arabieren als een groot taboe werd beschouwd.
De Qoeraisj gebruikten dit incident als propaganda om de moslims af te schilderen als schenders van heilige tradities. Dit vers (2:217) werd toen geopenbaard om de situatie te verduidelijken:
- Ja, vechten in de heilige maand is een grote zonde.
- Maar de vervolging en onderdrukking die de Qoeraisj tegen de moslims pleegden (in Mekka) waren een nog grotere zonde.
- De Qoeraisj probeerden actief de islam te onderdrukken en de moslims van hun geloof af te brengen, wat ernstiger werd beschouwd dan een enkele aanval op een karavaan.